# No Good (Start the Dance)
No Good (Start the Dance) ist die siebte Singleveröffentlichung der englischen Big-Beat-Band The Prodigy. Sie erschien am 16. Mai 1994 und war die bis dahin erfolgreichste Single-Veröffentlichung der Band. Der Song holte sich sowohl in Finnland als auch in Griechenland Platz eins der Charts und erreichte die Top 10 auch in den Niederlanden (2), England (4), Deutschland (4), Island (4), Österreich (6), Belgien (7), Norwegen (7) und Schottland (7). Der Titel ist die zweite Single-Auskopplung aus dem Studioalbum Music for the Jilted Generation und gilt besonders in England als eine der größten Rave-Hymnen.

## Samples
Das Sample „You're no good for me, I don't need nobody“ wurde der Dance-Single You're No Good for Me (1987, London Records LONX153) von Kelly Charles entnommen. (Dieses ist ebenfalls komplett im 1988er europäischen Top-Ten-Hit Jack to the Sound of the Underground von Hithouse gesampelt.) Ursprünglich zweifelte der Frontmann der Band Liam Howlett an der Verwendung des Samples, da es ihm zu poppig erschien.

## Musikvideo
Das Video wurde von Walter Stern produziert. Schauplatz des Schwarzweiß-Clips ist eine alte Lagerhalle, eine typische Rave-Location der 1990er Jahre.

## Titelliste
Die Titellisten der unterschiedlichen Formate und Veröffentlichungen von No Good (Start the Dance):
| Nr.          | Titel                                              | Länge |
| ------------ | -------------------------------------------------- | ----- |
| 1.           | No Good (Start the Dance) (Original Mix)           | 06:22 |
| 2.           | No Good (Start the Dance) (Bad For You Mix)        | 06:52 |
| 3.           | No Good (Start the Dance) (CJ Bollands Museum Mix) | 05:14 |
| Gesamtlänge: | Gesamtlänge:                                       | 18:28 |

| Nr.          | Titel                                              | Länge |
| ------------ | -------------------------------------------------- | ----- |
| 1.           | No Good (Start the Dance) (Edit)                   | 04:01 |
| 2.           | No Good (Start the Dance) (Bad For You Mix)        | 06:52 |
| 3.           | No Good (Start the Dance) (CJ Bollands Museum Mix) | 05:14 |
| 4.           | No Good (Start the Dance) (Original Mix)           | 06:22 |
| Gesamtlänge: | Gesamtlänge:                                       | 23:29 |

| Nr.          | Titel                                       | Länge |
| ------------ | ------------------------------------------- | ----- |
| 1.           | No Good (Start the Dance) (Edit)            | 04:01 |
| 2.           | No Good (Start the Dance) (Bad For You Mix) | 06:52 |
| 3.           | One Love (Jonny L Remix)                    | 05:10 |
| 4.           | Jericho (Genaside II Remix)                 | 05:45 |
| 5.           | G-Force (Energy Flow)                       | 05:18 |
| Gesamtlänge: | Gesamtlänge:                                | 25:23 |

Diese australische Version wird auch als Australian Dance Tour EP bezeichnet, da sie Anfang 1996 nur in Australien zur Zeit der dortigen Tournee von The Prodigy veröffentlicht wurde.

## Kommerzieller Erfolg

### Chartplatzierungen
| ChartsChartplatzierungen     | Höchstplatzierung | Wochen |
| ---------------------------- | ----------------- | ------ |
| Deutschland (GfK)            | 4 (22 Wo.)        | 22     |
| Österreich (Ö3)              | 6 (12 Wo.)        | 12     |
| Schweiz (IFPI)               | 8 (20 Wo.)        | 20     |
| Vereinigtes Königreich (OCC) | 4 (18 Wo.)        | 18     |

| ChartsJahrescharts (1994) | Platzierung |
| ------------------------- | ----------- |
| Deutschland (GfK)         | 32          |
| Schweiz (IFPI)            | 26          |

### Auszeichnungen für Musikverkäufe
| Land/Region                  | Auszeichnungen für Musikverkäufe (Land/Region, Auszeichnung, Verkäufe) | Verkäufe |
| ---------------------------- | ---------------------------------------------------------------------- | -------- |
| Deutschland (BVMI)           | Gold                                                                   | 250.000  |
| Vereinigtes Königreich (BPI) | Platin                                                                 | 600.000  |
| Insgesamt                    | 1× Gold · 1× Platin ·                                                  | 850.000  |